# In the Flesh (Blondie)
In the Flesh è un singolo del gruppo musicale statunitense Blondie, pubblicato nel 1976 ed estratto dall'album Blondie.
La canzone è stata scritta da Deborah Harry e Chris Stein.

## Tracce
- 7" (USA)

1. In the Flesh – 2:33
2. Man Overboard – 3:22